# Ноль, Герман
Герман Ноль (нем. Hermann Nohl; 7 октября 1879, Берлин — 26 сентября 1960, Гёттинген) — немецкий философ и теоретик педагогики.

## Биография
Учился в Берлинском университете, в частности у Ф. Паулесена и В. Дильтея. Преподавал в Йенском университете (с 1908). В 1920—1937 и 1945—19 профессор Гёттингенского университета. Наряду с Э. Шпрангером и Т. Литтом ведущий представитель так называемой университетской педагогики. Один из инициаторов и теоретик движения реформаторской педагогики в Веймарской республике (кн. «Педагогическое движение в Германии и его теория», «Die Pädagogische Bewegung in Deutschland und ihre Theorie», в кн. «Handbuch der Pädagogik», Bd l, 1933, 1977) .
Похоронен на Гёттингенском городском кладбище.

## Научные взгляды
Разделял идеи «философии жизни» Дильтея, стремился перенести их в педагогику, трактуя её как науку о развитии человеческого духа. Философия и эстетика служили для Ноля предпосылками развития педагогической теории и осмысления педагогической деятельности. Ноль выступал вместе с тем за «автономию педагогики». С позиций феноменологии Ноль обосновывал педагогический процесс, педагогическое общение как средство познания ребёнка, привлекая внимание к воспитательным проблемам. Признавая необходимость систематизации философских, психологических, социологических и других знаний о человеке, Ноль подчёркивал важность развития собственно педагогического учения о человеке. Эти позиции отражены в «Педагогической энциклопедии» («Handbuch der Pädagogik») в 5 томах, изданной совместно с Л. Паллатом в 1928—33. Решающим считал биологическую природу человека, т. н. жизненный слой личности, в которой видел основу всех её душевных свойств. Задачу педагогики он усматривал в определении возможностей и степени вмешательства с целью внесения корректив для ликвидации отклонений от предопределенных свыше «ритма жизни», характера человека и т. д. Образование понимал как «преобразование объективного содержания культуры в субъективное восприятие посредством стихийной духовной деятельности педагога». Большое значение придавал жизненному опыту ребёнка и считал главным для воспитателя умение его анализировать. Сила человека, по Нолю, в богатстве жизненного опыта, который должен быть в школе упорядочен, систематизирован, понятийно расчленён. К решению этих задач сводится проблема обучения. Концепции Ноля оказали большое влияние на развитие педагогики в Германии.

## Сочинения
- Charakter und Schicksal, Fr /M, 1949.
- Die sittlichen Grunderfahrungen, Fr /M, 1949.
- Erziehersgestalten, Gott, 1958.